# Tudásérv
Frank Jackson 1982-es, Epifenomális kválé című cikkében fejti ki az ún. tudásérvet.

## Mary szobája
A gondolatkísérlet szerint Mary, a szupertudós egész életében egy fekete-fehér szobába van zárva, fekete-fehér tévét néz, és így tovább (tegyük fel, hogy még tükre sincsen), azaz semmilyen tapasztalata nincs a színekről. Mary ugyanakkor ismeri a látás teljes fizikai és fiziológiai elméletét a legapróbb tényekig, teljes pontossággal. Így mérések és megfigyelések alapján azt is meg tudja határozni, hogy milyen fizikai állapottal rendelkezik valaki, milyen agyi-idegrendszeri folyamatok zajlanak le benne, amikor például egy piros paradicsomot lát. Mindezek ellenére jogosnak tűnik azt állítani, hogy amikor Maryt kiengedik fekete-fehér szobájából és először lát meg egy piros paradicsomot, akkor valami újat tapasztal. Olyasmit, amelyben sohasem lehetett volna része, akárhány évig is tanulmányozza a látás fiziológiáját a szobájában ülve. Ha pedig így van, akkor Mary mégsem tudott minden tényt kiengedése előtt, vagyis nem minden tény fizikai. A szubjektív érzettapasztalat rendelkezik egyfajta fenomenális információval, amely nem írható le a fizika törvényeivel és amely csak az adott tapasztalat által megszerezhető.
Az érv:
1. Mary minden fizikai információval rendelkezik az emberi színlátásról kiszabadulása előtt.
2. De van valamiféle információ az emberi színlátásról, aminek nincsen birtokában kiszabadulása előtt.
3. Tehát nem minden információ fizikai információ.

## Erősebb és gyengébb értelmezés
Horgan szerint a tudásérvnek kétféle olvasata is lehetséges, mivel a fizikai információ terminusnak kétféle értelmezése van.  Az egyik az explicit fizikai információ: S mondat explicit fizikai információt fejez ki bizonyos folyamatokról, ha S az adott folyamatról szóló adekvát fizikai elmélethez tartozik, vagy következik belőle. A másik értelmezés az ontológiailag fizikai információ. S mondat akkor fejez ki ontológiai információt bizonyos folyamatokról, ha minden létező, amire S-ben referálunk vagy amit meghatározunk, az fizikai létező  minden tulajdonság és reláció, amit S predikátumai kifejeznek, fizikai tulajdonságok illetve relációk. Ennek nyomán pedig kétféle módon érthetjük a tudásérvet. Azt az állítást, hogy valaki minden explicit fizikai információval rendelkezik X-ről, helyettesíthetjük azzal, hogy komplett fizikai tudása van X-ről. És azt az állítást, hogy minden ontológiailag fizikai információja megvan X-ről, mondhatjuk úgy is, hogy minden fizikai tényt ismer X-ről.
Gyengébb olvasat
- 1a: Mary a szabadulása előtt minden fizikai ismerettel rendelkezik az emberi színlátásról.
- 1b: De van valamiféle ismeret az emberi színlátásról, amivel nem rendelkezik a kijutás előtt.
- 1c: Tehát létezik valamiféle ismeret az emberi színlátásról, ami nem fizikai ismeret.

Erősebb olvasat
- 2a: Mary ismeri az emberi színlátással kapcsolatos összes fizikai tényt fogságában.
- 2b: De léteznek olyan tények az emberi színlátásról, amelyeket nem ismer fogságában.
- 2c: Tehát léteznek nem fizikai tények az emberi színlátásról.

Az 1c konklúzió tulajdonképpen egy pusztán episztemológiai állítás, ami még összeegyeztethető azzal a tétellel, hogy nincsenek nem fizikai tények. A 2c azonban egy erősebb, ontológiai állítás, amelyet minden fizikalistának vissza kell utasítania.

## Kételkedés a tudásérvben mint gondolatkísérletben
Vannak, akik magát Jackson gondolatkísérletét látják elhibázottnak. Hiszen a puszta bebörtönzés a monokromatikus szobába nem akadályozza meg Maryt abban, hogy szín tapasztalatokra tegyen szert. Vagy ha igen, akkor kijutás után sem tudna színeket észlelni. Ezt a problémát ki lehet kerülni a tudásérv további finomításával: Mary születésétől fogva monokromatikusan lát, majd később egy orvosi beavatkozás hatására válik képessé a színek érzékelésére.
Egy másik jellemző cáfolat, ami Jackson érvével szemben felmerült, az, hogy ha valakit monokromatikus környezetbe zárunk, de minden fizikai ismerete megvan az emberi színlátásról, akkor igenis ki tudja találni, hogy hogy néznek ki a színes dolgok és ez alapján el tudja képzelni, hogy egy normális észlelő számára milyen érzés pl. a kék ég látása.
Hardin amellett érvel, hogy amikor Mary kiszabadul és először lát pirosat, előzetes fizikai tudása alapján ráismerne a színre és meg tudná mondani, hogy az piros. Nem lehetne megtéveszteni a „kék banán trükkel”, ahogy azt Denett (1991) mondja, mert igenis tudná, hogy az nem a megfelelő szín.
Magától értetődőnek tűnik Jackson azon állítása, hogy ha Marynek teljes fizikai tudása van az emberi színlátásról, akkor minden fizikai tényt ismer az emberi színlátással kapcsolatban. Felmerült azonban, hogy ez a látszólag problémamentes következtetési lépés valójában egy csúsztatás, és ily módon az egész tudásérv rossz. Harman szerint Mary nem tud minden funkcionális tényt az emberi színlátásról, mert nem tud fogalmat alkotni arról, mit jelent egy tárgy esetében az, hogy kék/piros. Flanagan megkülönbözteti a metafizikai fizikalizmust és a nyelvtani fizikalizmust: előbbi az az ontológiai nézet, hogy nincsenek nem fizikai individuumok, tulajdonságok, relációk és tények, utóbbi pedig azt állítja, hogy minden, ami fizikai, az kifejezhető a fizika tudományának nyelvén. Ha így vizsgáljuk a dolgokat, Mary esete csak a nyelvtani fizikalizmust cáfolja meg, a metafizikait nem. Némileg hasonló módon érvel Alter is, amikor azt mondja, hogy a tudásérv csak azzal a rejtett premisszával kiegészítve érvényes, hogy minden fizikai tény elsajátítható diszkurzív módon – ezt azonban még senki sem bizonyította be.

## A tudásérv cáfolata: képességhipotézis
A képességhipotézisre támaszkodó ellenvetés főként Nemirow és Lewis  nevéhez köthető. Kiindulópontja a következő: Jackson elmélete csak azzal a rejtett premisszával kiegészítve érvényes, mely szerint az, hogy milyen érzés kék színt tapasztalni, egy tény. Csakhogy ez az előfeltevés nem igaz: valójában a kék szín tapasztalatával semmiféle propozicionális tudásra nem teszünk szert. Ehelyett arról van szó, hogy a kék szín tapasztalatával bizonyos gyakorlati képességekre teszünk szert. Képesek leszünk felidézni emlékezetünkben a kék színt, elképzelni a kék színt és felismerni, ha újra látjuk. Így értelmezve Jackson érve már nem konklúzív. Igaz, hogy a kék szín tapasztalata nem fizikai tény, csakhogy nem is tény. Mary nem ismer meg semmilyen új tényt amikor kiengedik, tehát már mindent tudott, következésképpen a fizika minden jelenséget lefed. Lewis gondolatmenete így rekonstruálható:
(1) A képességhipotézisen kívül az egyetlen alternatíva a fenomenális információ hipotézise (FIH).
(2) A FIH összeegyeztethetetlen a fizikalizmussal.
(3) A képességhipotézis összeegyeztethető a fizikalizmussal és mindent képes megmagyarázni, amit a FIH megmagyaráz.
(4) A képességhipotézis preferálandó.

## Tye és az új képességhipotézis
Michael Tye a képességhipotézis egy átdolgozott változatát javasolja. Tye szerint számtalan féle tapasztalat van, de ezek nem mindegyikére van szavunk: az érzéki benyomások köre tágabb, mint a terminológiánk. Amikor Mary először lát pirosat, igaz, hogy képességekre tesz szert, amelyek segítségével emlékszik, felismeri és el tudja képzelni a piros színt. De egy további dolog is igaz rá: az, hogy akkor, amikor a piros színt látja, tudja, milyen érzés azt a bizonyos árnyalatát látni a pirosnak – nevezzük piros17-nek. A piros17-re azonban már nem lesznek igazak a Lewis-féle képességek: nem tud rá pontosan visszaemlékezni, nem tudja felismerni és elképzelni, mert nincs fogalma a piros17-ről, csak általában véve a pirosról. „De intuitíve bizarrnak tűnik tagadni, hogy akkor ismeri [azt az érzést]” (Tye, 2000, 13. o.). De Tye szerint ez nem rombolja le az elméletet. Csak át kell azt dolgozni a megfelelő módon: „Talán a tudni, milyen érzést nem képességek halmazával kellene azonosítani, amelyeket Lewis említ – hiszen ezek mindegyike hiányozhat, amikor jelen van a tudni, milyen érzés – hanem azzal a sokkal alapvetőbb képességgel, hogy egy indexikus fogalmat tudunk alkalmazni a tapasztalat fenomenális karakterre, introspekció által”.  Tehát, Mary, amikor a piros17-et látja, akkor rendelkezik egy bizonyos fenomenális tapasztalattal, amely csak a piros 17-et jellemzi és amelyre ily módon egy fogalmat tud alkalmazni. Csakhogy ez sem mindig elégséges ahhoz, hogy tudjuk, milyen érzés átélni valamit. Ha Mary nem koncentrál a tapasztalatára, amikor először lát pirosat, nem kell hogy bármiféle fogalmat alkosson a benyomásról. Ebben az esetben még mindig nem tudja, milyen érzés pirosat látni, de megvan rá a képessége, hogy fogalmat alkosson róla – csak nem gyakorolja éppen. Tye átdolgozott képességhipotézise tehát nem áll szemben olyan élesen a tudásérvvel, mint elődje: hiszen megengedi, hogy Mary egy propozicionális tudással rendelkezik az adott tapasztalat idején („Ilyen érzés pirosat látni.”).  Tye végül egy diszjunktív meghatározást ad a fenomenális karakterről: „S tudja, hogy milyen érzés E tapasztalatot átélni, ha S rendelkezik egy indexikus tudással E-ről, amelyet az aktuális introspekció szolgáltat, vagy ha S rendelkezik E-vel kapcsolatban a Lewis-féle képességekkel.”

## Ismertség általi tudás
Van egy másik elmélet is, amely azt igyekszik bebizonyítani, hogy Mary kiengedése után valójában nem propozicionális tudásra tesz szert. Conee szerint a tényszerű tudás és a gyakorlati, tudni-hogyan jellegű tudás mellett létezik egy harmadik féle megismerési mód is: az ismertség általi tudás. Ebben az esetben az egyén számára az ismert létező a lehető legközvetlenebb módon adott, olyan mértékben ismerős számára, hogy már tudatában van az adott létezőnek. Mivel egy minőség megismerésének legközvetlenebb módja a tapasztalás, Mary akkor kerül közvetlen ismertségbe a szín kváléjával, mikor kiszabadul. Conee szerint a tudásérvvel szemben a következő módon lehet megvédeni a fizikalizmust. (1) A kválé a tapasztalat fizikai sajátosságai közé tartozik. Tegyük fel hogy Q egy ilyen sajátosság. (2) Mary - kiszabadulása előtt -  mindent tudhat Q-ról és tudhatja, hogy egy adott tapasztalatnak Q a sajátossága, jóllehet még nincs ismertségben Q-val. (3) Kiszabadulása után ismertségbe kerül Q-val, de nem tesz szert semmilyen új propozicionális ismeretre. És ami nagyon lényeges, már előzetesen is tudta, hogy a normális észlelők milyen feltételek mellett tapasztalják a Q-t.
A tudásérv pártján álló azt talán el is fogadná, hogy Q-val csak akkor vagyunk ismertségben, ha már volt vagy van olyan tapasztalatunk, aminek Q a sajátossága. De azt tartaná, hogy Q-val lévő ismertség szükséges előfeltétele annak, hogy meg tudjuk mondani, egy bizonyos tapasztalat rendelkezik-e Q sajátossággal. Gertler is kritizálja Conee fenti elméletét, mondván, hogy a tulajdonság dualizmus meg tudja magyarázni, hogy miért a tapasztalat a legközvetlenebb mód, hogy egy kválét megismerjünk, míg a fizikalizmus nem tudja a kválé eme különös vonását megmagyarázni.

## A tudásfogalom kétértelműségén alapuló ellenvetés
Churchland szerint a tudásérv azért elhibázott, mert bár formálisan érvényes, de ez az érvényesség ekvivokáción alapul: a tudni szó kétértelműségét használja ki és helytelen következtetést von le. Jackson két alábbi premisszájában két különböző jelentéssel használja a fogalmat:
1, Mary ismeri a világ teljes fizikai elméletét, tehát ismer minden fizikai tényt.
2, Mary a kék ég látásakor megtudja, hogy milyen érzés kéket látni, ami a világ fizikai leírása alapján nem tudott.
Valójában azt, hogy milyen érzés kék színt tapasztalni, nem lehet megragadni elméleti tudással. Churcland úgy igyekszik ezt bebizonyítani, hogy megmutatja, valójában a tudásérvvel analóg módon a dualizmust is cáfolhatnánk. Tegyük fel, hogy léteznek mentális szubsztanciák, és ezek természetét az „ektoplazmatikus” elmélet írja le. Érvelhetnénk így:
1, Az univerzális ektoplazmatikus elmélete minden mentális tényt leír, így azt is, hogy milyen mentális állapotban van valaki, amikor kéket tapasztal.
2, Mary ismeri az univerzális ektoplazmatikus elméletet.
3, Mary a kék ég látásakor megismerni, milyen érzés kéket látni, amit az ektoplazmatikus elmélet alapján nem ismert. 
4, Konklúzió: az, hogy milyen érzés kéket látni, nem mentális tény. 
Churchland szerint amit Mary megismer a kék szín látásakor, az vagy nem elméleti fizikai tudás által elérhető tény, vagy elméleti fizikai tudás, azaz leírás révén megismerhető fizikai tény megismerése más módon, nevezetesen a tapasztalat révén.

## Új ismeret – régi tény elmélet
Az új ismeret/régi tény-elmélet a fizikalizmus megvédésének egyik legnépszerűbb módja a tudásérvvel szemben. Ezen gondolatmenet szerint, bár Mary kiengedése után új ismeretekkel gyarapszik, ezek valójában fizikai tények, amelyeket már korábban is ismert, csak más módon. Az érvelés menete a következő:
(1) A fenomenális karakter a tapasztalat fizikai tulajdonsága
(2) Ahhoz, hogy megtudjuk, milyen érzés egy bizonyos fenomenális karakter megtapasztalása, a fenomenológiai karakter fenomenológiai fogalmainak megszerzése szükséges. 
(3) Hogy mit jelent egy organizmus számára megszerezni és rendelkezni a fenomenális fogalommal, az teljesen leírható fizikai terminusokban.
(4) Egy szubjektum akkor rendelkezhet a fenomenológiai fogalmakkal, ha már volt vagy van tapasztalata a kérdéses fenomenológiai fajtáról.
(5) Kiengedése után Mary a fenomenológiai karakterrel kapcsolatos tudásra tesz szert, fenomenológiai fogalmak alatt.
Az elmélet szószólói továbbá azt is állítják, hogy a fizikai fogalmak és a fenomenológiai fogalmak a megismerés szempontjából függetlenek egymástól. Lehetetlen a priori módon tudni, hogy adott dolog, ami egy partikuláris fenomenális karakter fizikai fogalma alá esik, a fenomenális karakternek ugyanabba a korrespondáló fenomenális fogalmába esik. Ezért lehetséges, hogy Mary teljes fizikai tudással rendelkezik pl. a kékség kváléjáról anélkül, hogy ismerné a kékség kváléjának fenomenológiai fogalmát. Többen amellett is érvelnek, hogy a fenomenológiai fogalmak nyelvileg kifejezhetetlenek. Az elmélet fő csapásiránya mindazonáltal az, hogy a fizikai illetve a fenomenológiai fogalmak függetlensége miatt úgy tűnhet, mintha Mary új tényeket ismerne meg kiengedésekor, de ez illúzió: amit megtanul, azok már korábban ismert fizikai tények, új módon tálalva.

### Változatai
Horgan az elsők között fogalmazta meg az új ismeret/régi tény elmélet fő intuícióját. A szerző szerint Mary a kék szín tapasztalásával ismeretségbe kerül a fenomenális kékséggel (ami valójában egy fizikai tulajdonság) és ezzel olyasmire tesz szert, amit Horgan úgy nevez, „első személyű osztenzív perspektíva az adott tulajdonságról”. Ez azt jelenti, hogy ezután Mary képes lesz referálni a fenomenális kékségre, azzal, hogy  azt gondolja vagy mondja: „ez a fajta tulajdonság”, amikor éppen tapasztalja ezt a kékséget, vagy emlékezik rá vagy elképzeli, továbbá átéli annak partikuláris minőségét. A fenomenális kékség új fogalmára tesz szert, és ennek nyomán a fenomenális kékséggel kapcsolatos új meggyőződésekre.
Tye a fenomenális karakternek egy reprezentációs elméletét dolgozta ki. A fenomenális karakter megtapasztalása nem más, mint belső vagy külső fizikai adatok reprezentálása egy olyan absztrakt, nem fogalmi módon, amely mégis a feldolgozásra kerül a kognitív rendszerünkben. Tye a fenomenális fogalmak két fajtáját különbözteti meg. Az indexikus fogalmat akkor használjuk, amikor pl. a piros egy bizonyos színárnyalatára úgy gondolok mint „ez a partikuláris árnyalat,  a piros szín látása közben. A másik csoportba tartozókat a szerző predikatív fenomenális fogalmaknak nevezi, és ezek alapja a bizonyos megkülönböztetésekre való képesség. Tye úgy gondolja, hogy a fenomenális kékségnek fizikai természete van, mégis elismeri az állítást, hogy Mary kiengedése előtt nem értheti meg teljesen a kékség fenomenális természetét. Az ellentmondást úgy oldja fel, hogy a fenomenális kékség természetét csak akkor érthetjük meg teljesen, ha fenomenális fogalmak alatt gondolunk a fenomenális kékségre.
Lycan szintén reprezentacionalista módon közelíti meg a fenomenális karakter kérdését. Elmélete szerint Mary csak a kiengedése után tud szert tenni saját kék tapasztalatának „introspektív másod rendű reprezentációjára”. Amikor Mary először tapasztalja meg a kék szín látását, egy szemantikailag primitív mentális szóval jelöli az elsőrendű állapotnak azt a fajtáját, amit belsőleg érzékel. És ennek a mentális szónak Mary gondolatnyelvében kikövetkeztetett és/vagy fogalmi szerepe van, amely egy teljesen egyedülálló kapcsolat a szubjektummal. Egyetlen más szubjektum sem tudna kialakítani funkcionálisan hasonló reprezentációt, amelynek jelölete ugyanaz az elsőrendű állapot. Lycan konklúziója, hogy az introspektív szó biztosan nem lehet szinonim a felszíni nyelv egyetlen primitív vagy összetett kifejezésével sem.
Perry úgy gondolja, hogy a tudásérv ugyanazoknak a kérdéseknek a mentén vizsgálható, mint amelyeket az indexikus kifejezések vetnek fel (pl. Orvos vagyok; Ma péntek van) A szerző szerint Mary új ismeretei valójában a demonstratív tudás egy sajátos esetébe tartoznak. Kiengedése után, amikor először látja a kék eget, azt gondolja, „aha, szóval ilyen érzés kék színt tapasztalni”, és az ilyen szó valójában az aktuális szín tapasztalatának egy fizikai tulajdonságát jelenti. A szoba fogságában ilyen jellegű demonstratív tudása nem lehetett a kék színről. De, a tény ami ezt igazzá teszi, az az, hogy a kék tapasztalatának megvannak a partikuláris fizikai tulajdonságai. Így hát Mary nem ismer meg új tényt. 
Perry elméletével szemben a következő ellenvetést hozták fel. A demonstratív referencia normális eseteiben a demonstrált tárgy valamilyen módon adva van a megismerő szubjektum számára. (Pl. ha azt mondom, ez a szék, akkor a tárgy úgy is megadható, mint a tőlem jobbra lévő szék) De amikor Mary a fenomenális kékségre gondol a „ez a fajta tapasztalat” demonstratív fogalom alatt, akkor milyen módon adódik ez a tárgy? Ha azt mondjuk, hogy az érzés, amilyen átélni ezt a fajta tapasztalatot, akkor a fenomenális karakter fenomenális karakteréről beszélünk és visszatértünk a probléma kiindulópontjához. Egy másik lehetséges válasz: „az a fajta tapasztalat, amiben épp most van részem”, de ezzel szintén problémák vannak. Perry demonstratív megközelítésével tehát az a baj, hogy nem magyarázza meg, a szubjektív karakter milyen módon prezentálódik az elme számára, amikor e karakter fenomenális fogalmát alkalmazza.
Az új ismeret/régi tény álláspontján áll Loar is, aki szerint a fenomenális fogalmak rekogníciós fogalmak. A kékség fenomenális fogalmával rendelkezni annyi, mint képesnek lenni megismerni a kék tapasztalatát, amikor újra részünk van benne. A kékség rekogníciós fogalma közvetlenül referál a tárgyára (a kékség fizikai tulajdonságára), ami azt jelenti, hogy nincs egyéb tulajdonság, ami rögzítve lenne ebben a referenciában. A fenomenális kékség rekogníciós fogalma a fenomenális kékség fizikai tulajdonságára referál annál fogva, hogy a tulajdonság idézi elő.

### Magyar nyelven
- Ambrus Gergely (2007) A tudat metafizikája, Budapest, Gondolat
- Chalmers, David J. (2004) Szemközt a tudat problémájával (ford. Sutyák Tibor), Vulgo 2004/ 5, 3-13. o.
- Chalmers, David J. (2004) Szemközt a tudat problémájával (ford. Sutyák Tibor), Vulgo 2004/ 5, 3-13. o.
- Jackson, F. (1986/2008) Amit Mary nem tudott (fordította Eszes Boldizsár), in Ambrus Gergely- Demeter Tamás-Forrai Gábor-Tőzsér János (szerk.) Elmefilozófia, Budapest: L’Harmattan, 319–324.
- Jackson, F. (2007) Epifenomenális qualia. (ford. Polgárdi Ákos), Különbség IX/1. 67–82. o.
- Levine, Joseph (2008) A milyenség kihagyásról, In Ambrus Gergely, Demeter Tamás, Forrai Gábor, Tőzsér János (szerk.), Elmefilozófia szöveggyűjtemény. L'Harmattan, Budapest.
- McGinn, Colin, Megoldható-e a test-lélek dualitásának rejtélye? Gond 20.1999, 184-204
- Tőzsér János (2009), Metafizika. Akadémiai Kiadó, Budapest.

### Angol nyelven
- Alter, T.(1998) “A Limited Defense of the Knowledge Argument”, Philosophical Studies 90 (1): 35–56.
- Byrne, A.(2002)“Something about Mary”, Grazer Philosophische Studien 62 (Essays in Honour of the Philosophy of Terence Horgan, J. Brandl & O. Markic): 123–140.
- Churchland, Paul (1989), Knowing Qualia – a Reply to Jackson, in: A Neurocomputational perspective, Cambridge, MIT Press, 67-76
- Conee, E. (1994) “Phenomenal Knowledge”, Australasian Journal of Philosophy 72: 136–150.
- Dennett, D.(2007) “What RoboMary Knows,” in T. Alter & S. Walter (2007): 15–31.
- Flanagan, O.(1992) Consciousness Reconsidered, Cambridge: M.I.T. Press.
- Gertler, B.(1999) “A Defense of the Knowledge Argument”. Philosophical Studies 93: 317–336.
- Graham, G. & Horgan, T.(2000) “Mary Mary, Quite Contrary”, Philosophical Studies 99: 59–87.
- Gregory, Richard L.(1990), Eye and Brain, Princeton University Press, 204. o.
- Hardin, C.L., 1992, ‘Physiology, Phenomenology and Spinoza’a true Colors, in Emergence or Reduction. Prospects of Nonreductive Physicalism, A. Beckermann, H. Flohr, J. Kim, Berlin: De Gruyter
- Harman, G.(1990) “The Intrinsic Quality of Experience”, Philosophical Persepctives 4, Action Theory and Philosophy of Mind: 31–52.
- Hellie, B. (2005) “Inexpressible Truth and the Allure of the Knowledge Argument”, in Ludlow et al. (2005).
- Horgan, T., 1984, “Jackson on Physical Information and Qualia”, Philosophical Quarterly 32: 127–136.
- Jackson, F., (1995) “Postscript on ‘What Mary didn't know’”, in P. Moser & J. Trout 1995, 184–189.
- Jackson, F., (1998) “Postscript on Qualia”, in Jackson: Mind, Methods and Conditionals, London: Routledge.
- Jackson, F., (2007) “The knowledge argument, diaphonousness, representationalism,” in T. Alter & S. Walter (2007) 52–64.
- Jackson, Frank (1982) Epiphenomenal Qualia, Philosophical Quarterly32, 127–136.
- Levine, J. (1983), Materialism and Qualia: the Explanatory Gap. Pacific Philosophical Quarterly, 64, 354-361.
- Lewis, D., 1983, Postscript to “Mad Pain and Martian Pain”, in D. Lewis, Philosophical Papers (Volume 1), Oxford: Oxford University Press.
- Lewis, D.(1988) “What Experience Teaches”, Proceedings of the Russellian Society, 13: 29–57. Reprinted in Lycan (1990).
- Loar, B.(1990) Phenomenal States (Revised Version), in The Nature of Consciousness: Philosophical Debates, N. Block, O.
- Flanagan, G. Güzeldere (eds.), Cambridge, MA: MIT Press, 1997.
- Lycan, W.G.(1996) ed., Mind and Cognition. Oxford: Basil Blackwell.
- Maloney, Ch.(1985) “About Being a Bat”, Australasian Journal of Philosophy 63 (1): 26–49.
- McGinn, C.(1989/1999). Can we solve the Mind-Body Problem? Mind, 98, 349-366,
- Morgan, Michael J.(1977), Molyneux’s Question, Cambridge University Press
- Nemirow, L. (2007) So this is what it's like: a defense of the ability hypothesis, in T. Alter & S. Walter (2007): 32–51.
- Nida-Rümelin, M.(2007)Grasping phenomenal properties, in T. Alter & S. Walter (2007): 307–349
- Papineau, D. (1996) The Antipathetic Fallacy, in Conscious Experience, Thomas Metzinger (ed.), Oxford: Oxford University Press.
- Perry, J.(2001) Knowledge, Possibility and Consciousness, Cambridge, MA: MIT Press.
- Qualia: The Knowledge Argument, in http://plato.stanford.edu/entries/qualia-knowledge/#3
- Raymont, P. (1999) The Know-How Response to Jackson's Knowledge Argument, in Journal of Philosophical Research 24: 113–126.
- Shepard, R.(1993) “On the Physical Basis, Linguistic Representation, and Conscious Experience of Colors”, in Conceptions of the Mind: Essays in honor of George A. Miller, G. Harman (ed.), Hillsdale, NJ: Lawrence Earlbaum Associates.
- Tye, M.(1995) Ten Problems of Consiousness, Cambridge, MA: MIT Press.
- Tye, Michael (2000) “Knowing What it is Like: The Ability Hypothesis and the Knowledge Argument,” in M. Tye, Consciousness, Color, and Content, Cambridge, MA: MIT Press.

## Külső hivatkozások
- http://plato.stanford.edu/entries/qualia-knowledge/
- http://plato.stanford.edu/entries/qualia/
- http://www.iep.utm.edu/know-arg/